# Великоухи мочварни пацов
Великоухи мочварни пацов (лат. Malacomys longipes, енгл. Big-eared swamp rat) је сисар из реда глодара и породице мишева (лат. Muridae).

## Распрострањење
Врста је присутна у Анголи, Габону, ДР Конгу, Екваторијалној Гвинеји, Замбији, Камеруну, Нигерији, Нигеру, Судану, Уганди и Централноафричкој Републици.

## Станиште
Великоухи мочварни пацов има станиште на копну.
Врста је по висини распрострањена до 2.230 метара надморске висине.

## Угроженост
Ова врста није угрожена, и наведена је као последња брига јер има широко распрострањење.

### Популациони тренд
Популациони тренд је за ову врсту непознат.